# Харцизк
Харцизк (укр. Харцизьк) град је у Украјини у Доњецкој области. Према процени из 2012. у граду је живело 59.763 становника.

## Становништво
Према процени, у граду је 2012. живело 59.763 становника.
| 1979.  | 1989.  | 2001.  | 2012.  |
| ------ | ------ | ------ | ------ |
| 57.559 | 67.916 | 64.175 | 59.763 |

## Партнерски градови
- Таганрог
- Мозир
- Мукачеве